# إدسون
إدسون (بالبرتغالية: Edson Henrique da Silva‏) هو لاعب كرة قدم برازيلي، ولد في 6 يوليو 1987 في Itaquitinga ‏ في البرازيل. شارك مع منتخب البرازيل تحت 20 سنة لكرة القدم. أما مع النوادي، فقد لعب مع أونياو ليريا وبوتافوغو ريغاتاس ونادي أكاديميكا كويمبرا ونادي بورتو ونادي بيلينينسش ونادي ريو أفي ونادي سلافن بيلوبو ونادي فيغورينسي.

## وصلات خارجية
- إدسون على موقع قاعدة بيانات كرة القدم.إي يو (الإنجليزية)
- إدسون على موقع Soccerway.com (الإنجليزية)